# Rempaillage
 (septembre 2014).
Si vous disposez d'ouvrages ou d'articles de référence ou si vous connaissez des sites web de qualité traitant du thème abordé ici, merci de compléter l'article en donnant les références utiles à sa vérifiabilité et en les liant à la section « Notes et références ».
Le rempaillage ou cannage de sièges, chaises, fauteuils... consiste à prendre de la paille ou un autre matériau pour refaire la partie de l'objet où l'on s'assoit (l'assise). 

## Historique
L’Égypte, au temps de la 18e dynastie, utilisait déjà des assises paillées. Les fauteuils et tabourets retrouvés dans les tombes en attestent. En Europe, ce n'est qu'au Moyen Âge qu'apparaissent les premiers rempailleurs pour réparer les chaises paillées de la noblesse. Il semblerait que le métier fut amené par des italiens de Vénétie. Ce n'est qu'au XVIIIe siècle que ce type d'assise arrive dans les demeures plus modestes pour petit à petit remplacer les chaises et tabourets en bois.

## Méthode de rempaillage
L'artisan agit en trois étapes :
- enlever le matériau indésirable

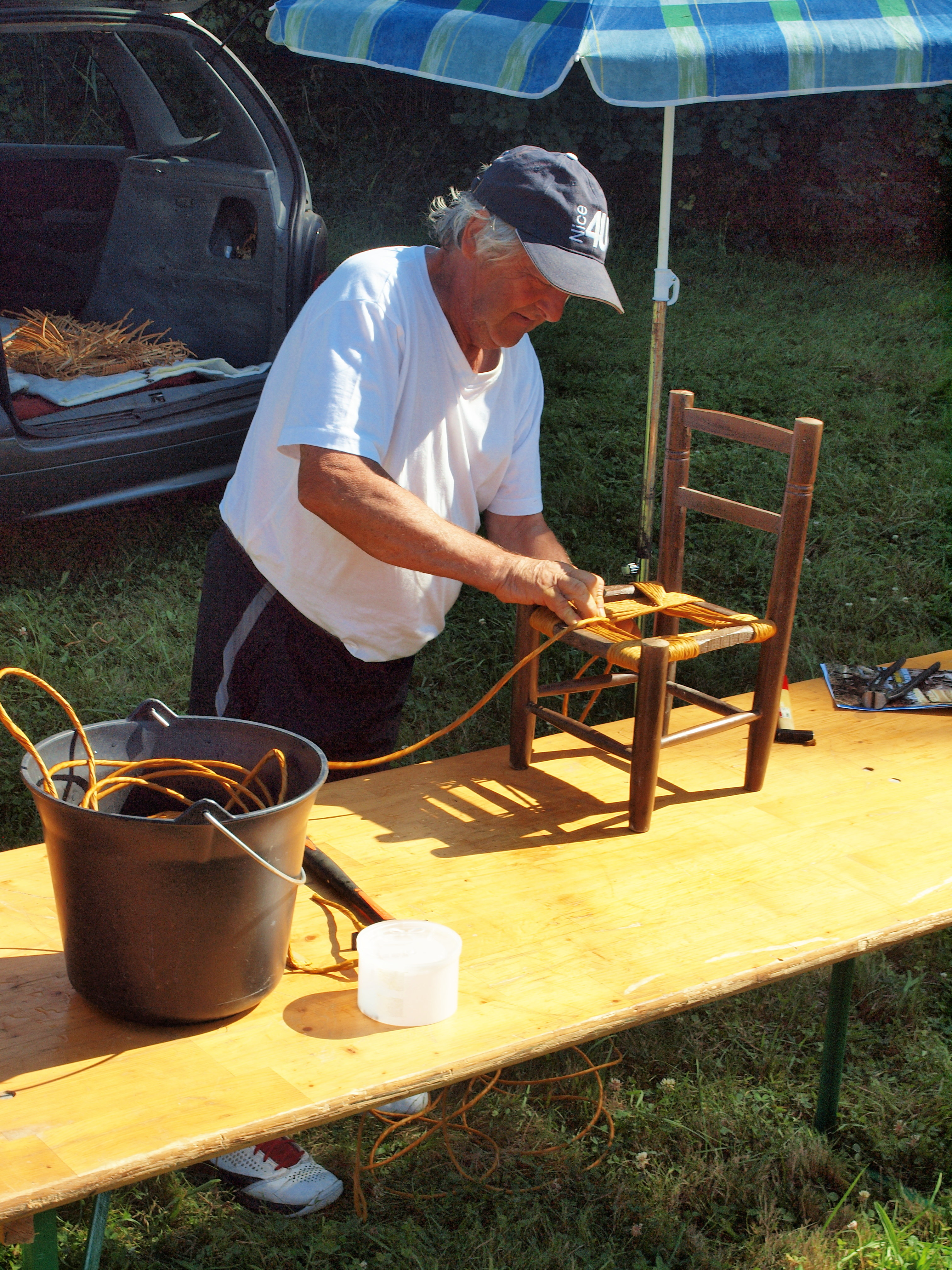
Rempaillage d'une chaise.

- choisir le nouveau matériau selon des contraintes de style et d'esthétique, de solidité, de coût... C'est souvent de la paille des marais ou lêche, de la paille de seigle traitée ou paille dorée, du carex, des feuilles de maïs, du scirpe ou jonc des chaisiers recouverts ou non de paille. Les matériaux sont de plus ou moins grosse section, plus ou moins serrés et solides.
- placer le nouveau matériau sur l'assise du siège en formant un rembourrage puis la partie externe visible, quelquefois avec un dessin formé par des brins de teintes différentes.

## Inventaire du patrimoine
À la suite d'une enquête de terrain réalisée à l'atelier Gepetto de Forcalquier (Alpes-de-Haute-Provence), le savoir-faire du rempaillage de chaises fut répertorié par la France à l'Inventaire du patrimoine culturel immatériel.